# Монсерате (Порторико)
Монсерате (шп. Monserrate) град је у америчкој острвској територији Порторико, острвској држави Кариба.

## Демографија
По попису из 2010. године број становника је 2.592, што је 164 (-6,0%) становника мање него 2000. године.
| Група             | 2000.         | 2010.         |
| Белци             | 16 (0,6%)     | 6 (0,2%)      |
| Афроамериканци    | 199 (7,2%)    | 349 (13,5%)   |
| Азијати           | 3 (0,1%)      | 0 (0,0%)      |
| Хиспаноамериканци | 2.727 (98,9%) | 2.583 (99,7%) |
| Укупно            | 2.756         | 2.592         |